# Iglesia de San Roque de Baldovar
La iglesia de San Roque es un templo católico situado en la población de Baldovar, en el municipio de Alpuente. Es Bien de Relevancia Local con identificador número 46.10.036-016.

## Historia
Para la administración religiosa, es una anejo de la parroquia de Nuestra Señora de la Piedad de Alpuente.

## Descripción
También es conocida como ermita de San Roque. Es una construcción de mampostería con las esquinas reforzadas con sillares. La fachada, recae a una plazoleta, está rematada con una espadaña para una única campana y decorada por tres bolas de obra. El acceso es por una grada de cuatro escalones que conduce a una puerta adintelada, de dos hojas de madera y enmarcada por dovelas amplias e irregulares. Sobre la puerta se encuentra un zocalillo con la imagen del titular. Encima hay una ventana rectangular con vidriera y la fecha 1867.
El edificio es alargado, de planta rectangular, con cubierta de tejas a dos aguas. En el lado izquierdo hay un único contrafuerte.
El interior es también de planta rectangular, son un suelo de rombos blancos y negros. La única nave presenta una cubierta de bóveda de cañón con lunetos, con nueve tramos divididos por arcos fajones. Las paredes son lisas, pero presentan nichos para diversas imágenes.